# 豆芽

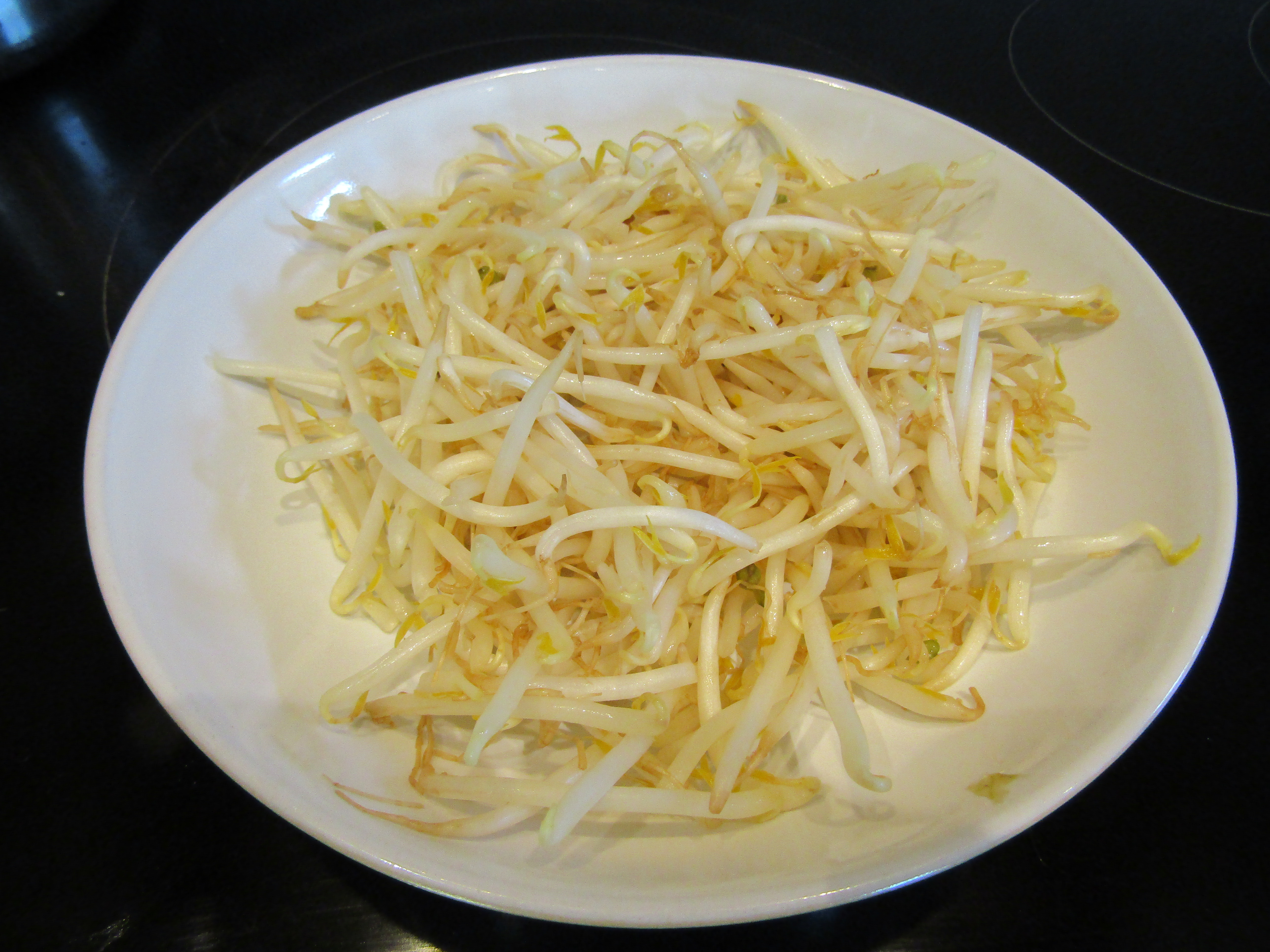

豆芽是豆科的作物种子浸水后发芽的产品，用来做蔬菜供人食用。不同豆科作物会发芽产出不同种类的豆芽。最常使用的豆科作物是绿豆，成品后被称为绿豆芽。也有用其他豆类比如黄豆、豌豆等，最后做成黄豆芽、豌豆芽、蚕豆芽、苜蓿芽等产品。
豆芽生产不需要土地、农具，只需要充足的水就可以在室内萌发，是生产最简单的一种蔬菜。生物学上豆芽实际是豆子萌发的胚轴，与豆苗有本质不同。

## 历史
豆芽起源于中国。古代中医书籍《靈樞經》和《神农本草经》记载将大豆发芽后晒干作药用，称作“黄卷”，用以入药。另外，道教用发芽大豆做养生食品。南宋开始以鲜豆芽食用。最早记载见于林洪的《山家清供》：“温陵（今福建省泉州）人家，中元前数日，以水浸黑豆，曝之。及芽，以糖皮置盆中，铺沙植豆，用板压。长则覆以桶，晓则晒之，欲其齐而不为风日损也。中元则陈于祖宗之前，越三日出之。洗，焯以油、盐、苦酒，香料可为茹，卷以麻饼尤佳。色浅黄，名“鹅黄生”。苏颂《图经本草》：“绿豆，生白芽为蔬中佳品。”《东京梦华录》中也屡次提到豆芽菜，如：“以绿豆、小豆、小麦，于磁器内，以水浸之，生芽数寸，以红篮彩缕束之，谓之种生。”
“黄卷”和“鹅黄豆生”还不是真正的豆芽，是刚刚长出小芽的豆，不具备豆芽的特点。元代著作《家居必用》第一次出现豆芽一词，并记述将绿豆浸水两天，等绿豆膨胀后，平铺地上，一日洒水两次，待芽长一寸，去豆衣，用沸水烫过，拌姜葱油盐醋食用。

## 制作过程

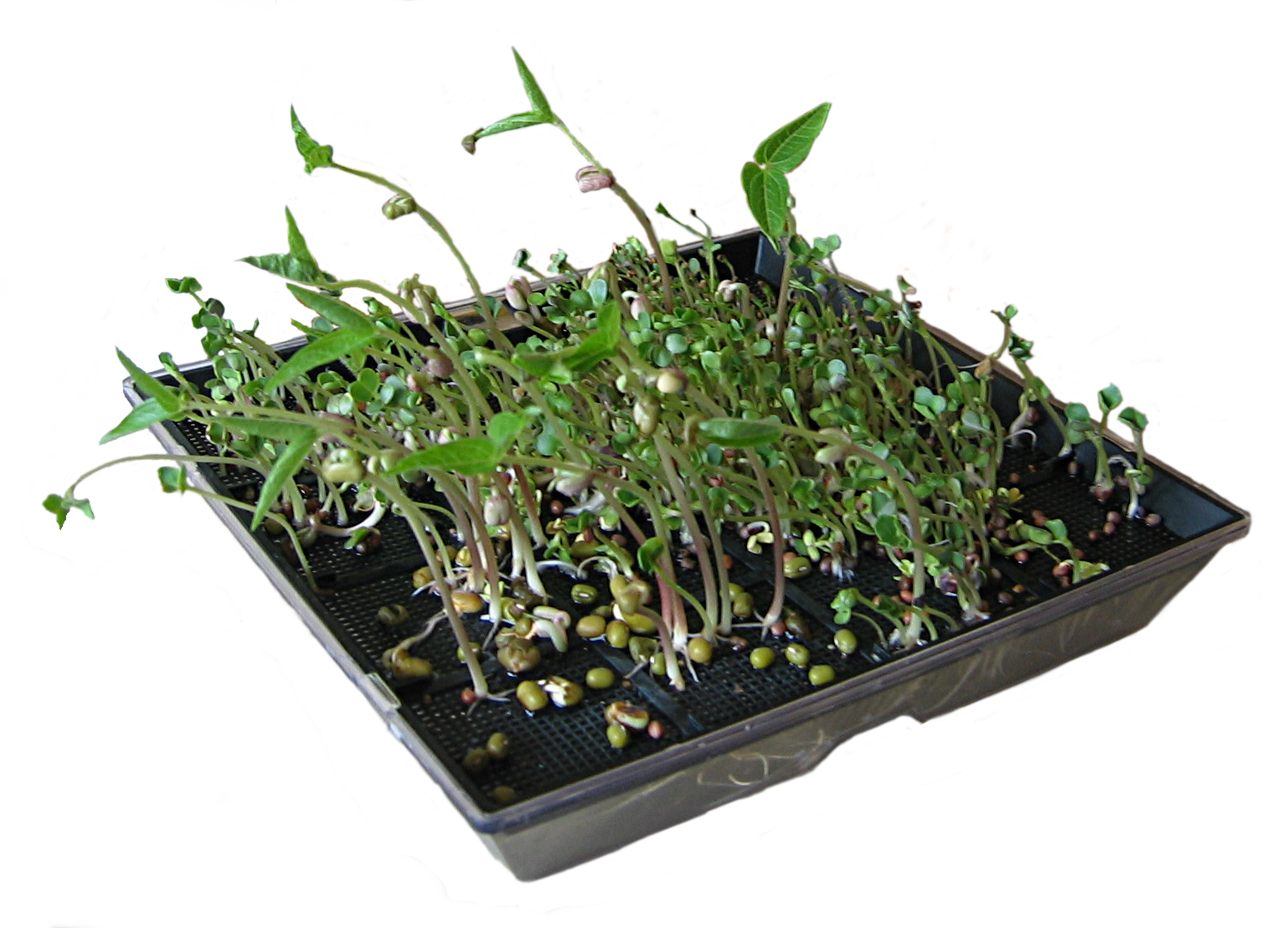
发豆芽专用的透水容器。注意内盛的绿豆萌发已经超过豆芽阶段。

萌发豆芽应使用有种子活力的乾豆。现代有些食品级的豆经过热处理，不能发芽。
将洗净、挑拣之后充分浸水的豆放在干净的容器底部，最多铺不过一层。保持室温环境，每天用干净的水冲洗2次以上。豆子泡在水中不接触空气的话会很快烂掉，所以或者使用底部能自然漏水的容器（例如底下开孔的缸或右图示专用容器），或者每次冲洗后人工把水倒干净。种子一般1-2天开始萌发，到一周左右长出几厘米长的幼嫩茎之后，叶、侧根和根毛出现以前食用。
茎为主要食用部分；在黑暗环境中萌发的豆芽茎颜色白，质地更加嫩脆。中国传统在萌发中的豆上压以石块，这样抵制压力生长的茎特别粗壮。
不等茎长成，而是刚发出芽便食用的称为发芽豆，其口味和营养都更接近于豆而不是豆芽，相当古时的“黄卷”和“鹅黄豆生”。

## 食用方法
豆芽在东亚、东南亚广泛被食用。
中餐一般将豆芽烹熟食用，常见的烹调方法有炒、炖、入汤、焯水后凉拌等。炒食常佐以其它蔬菜或肉类，例如中国江苏省镇江的传统菜“银苗鸡丝”（绿豆芽炒切细的鸡肉）、陕西的“熘银条”（大火快炒绿豆芽，配葱和炸辣椒，保持豆芽脆嫩）；清朝作家袁枚在《随园食单》中提倡豆芽“炒须熟烂，作料之味，才能融洽”。中国北方地区有时会先掐去上下两端，因此当地也称菜肴中的豆芽为“掐菜”。与肉类、酱油一同炖煮、口味相对浓重的菜肴中更常用黄豆芽。
日本和朝鲜半岛常见的豆芽烹调方法均有炒食、煮汤以及焯水凉拌作小菜。在韩国，焯熟的绿豆芽作为朝鮮拌飯的配菜以及饺子馅也较为常见。
东南亚地区主要生食绿豆芽，例如凉拌、与其它香料植物的新鲜茎叶作为汤粉类、春卷等各式菜肴的配菜，或与萝卜、韭菜等蔬菜腌制成酸甜的泡菜（dưa giá）。

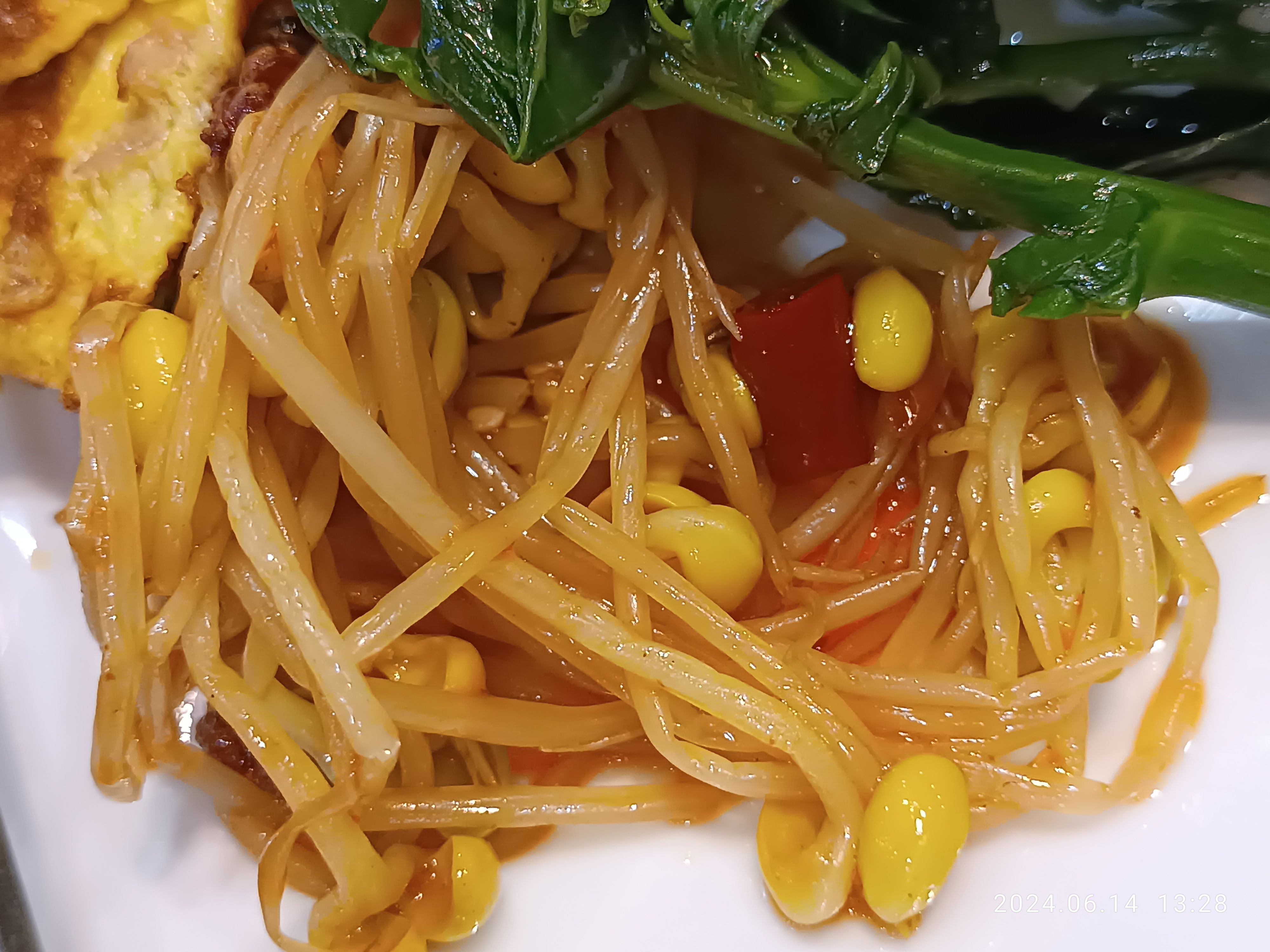
中国深圳餐厅里的炒豆芽
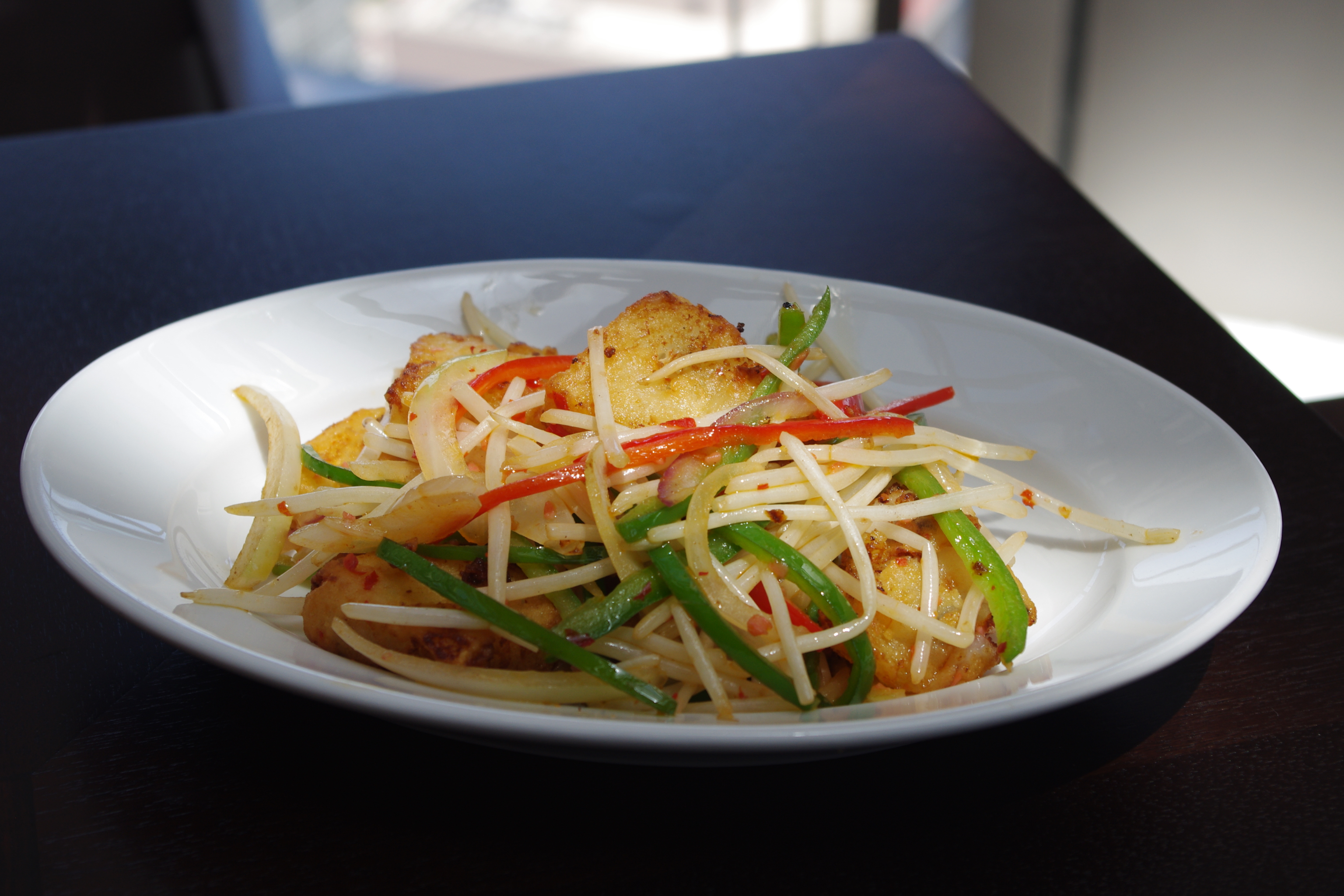
中国北京酒店里，加入去头尾的豆芽炒的萝卜糕
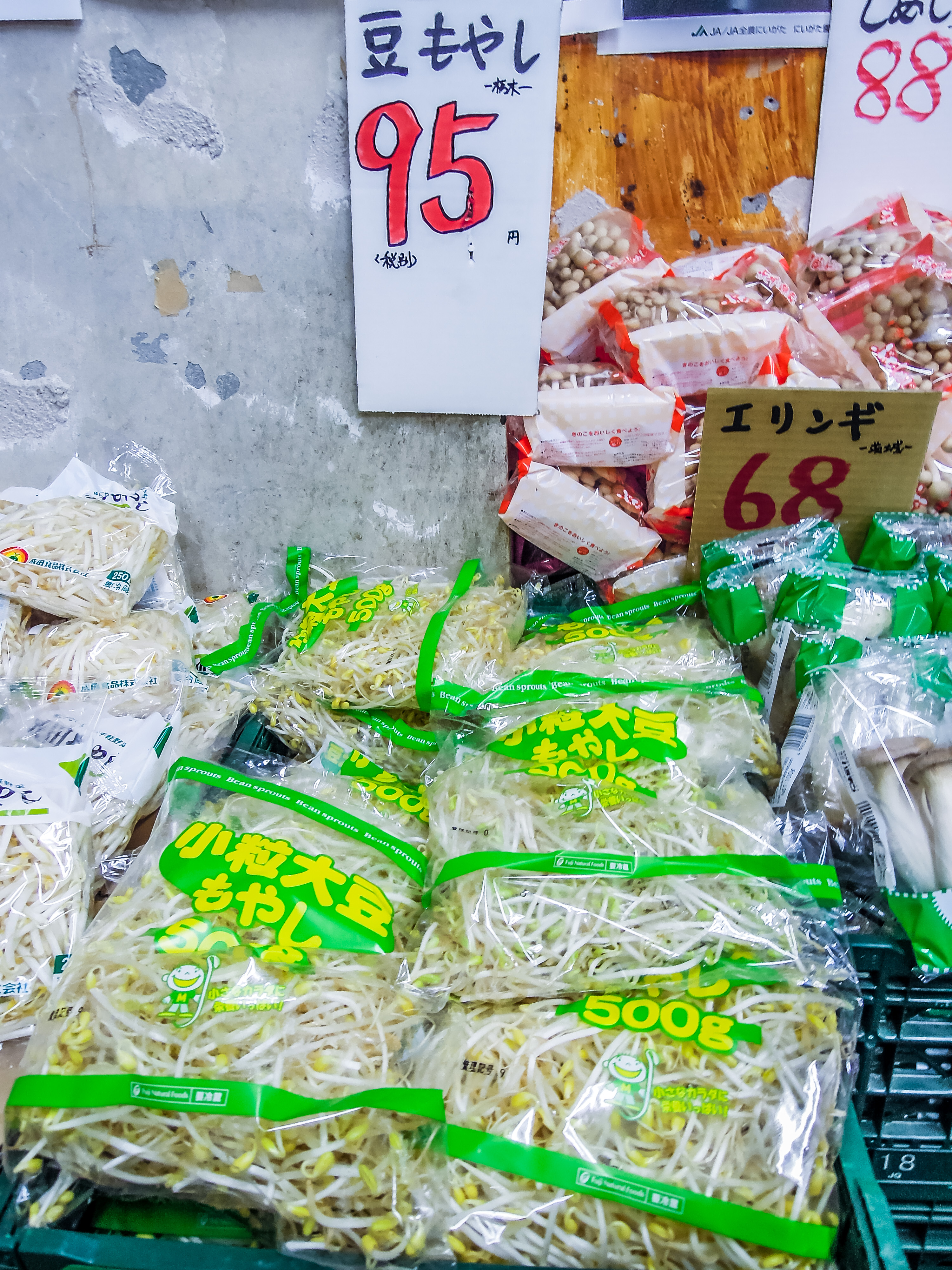
日本市面售卖的袋装黄豆芽
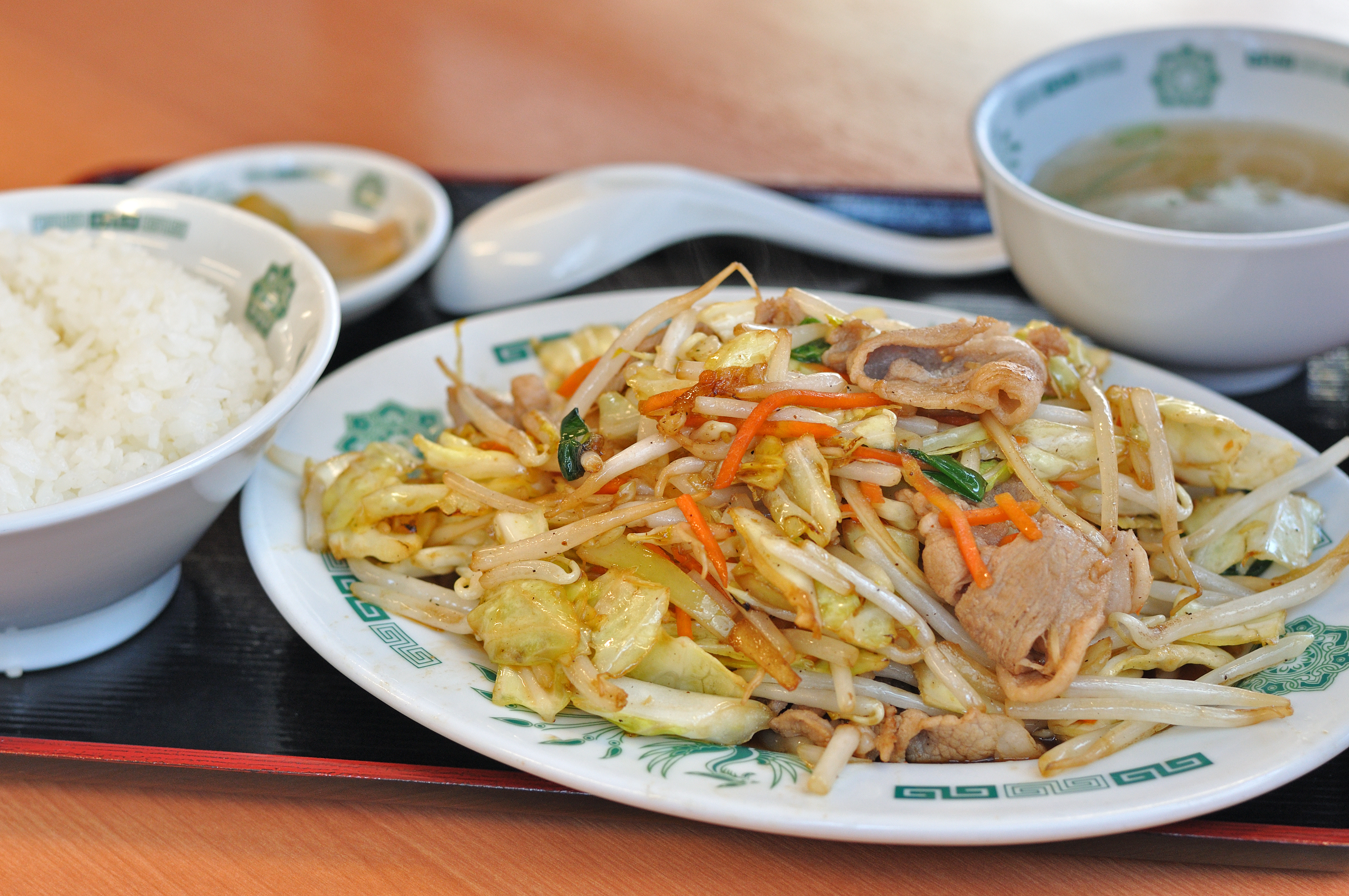
日本中华料理连锁餐厅的肉炒豆芽定食
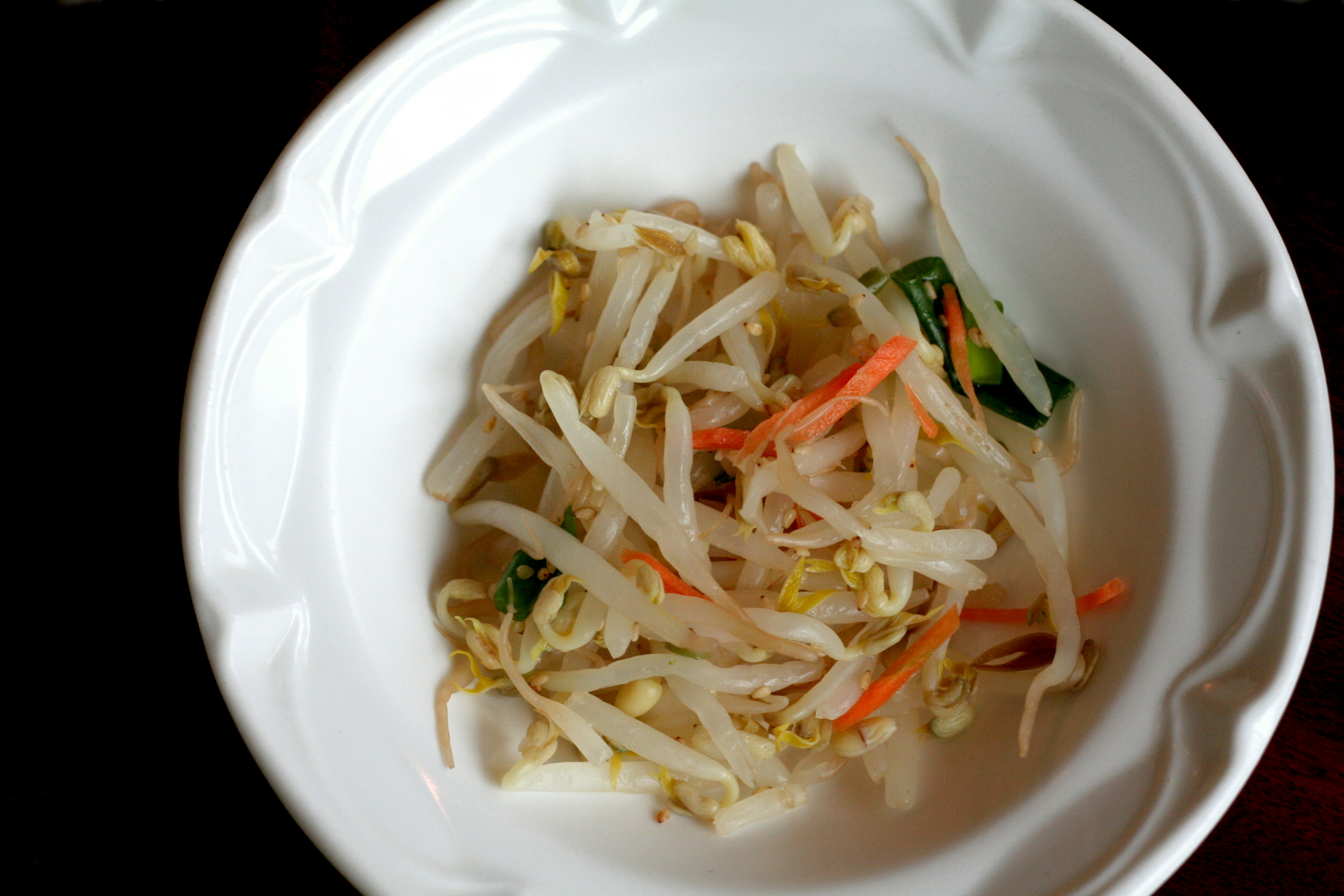
绿豆芽制作的韩式小菜
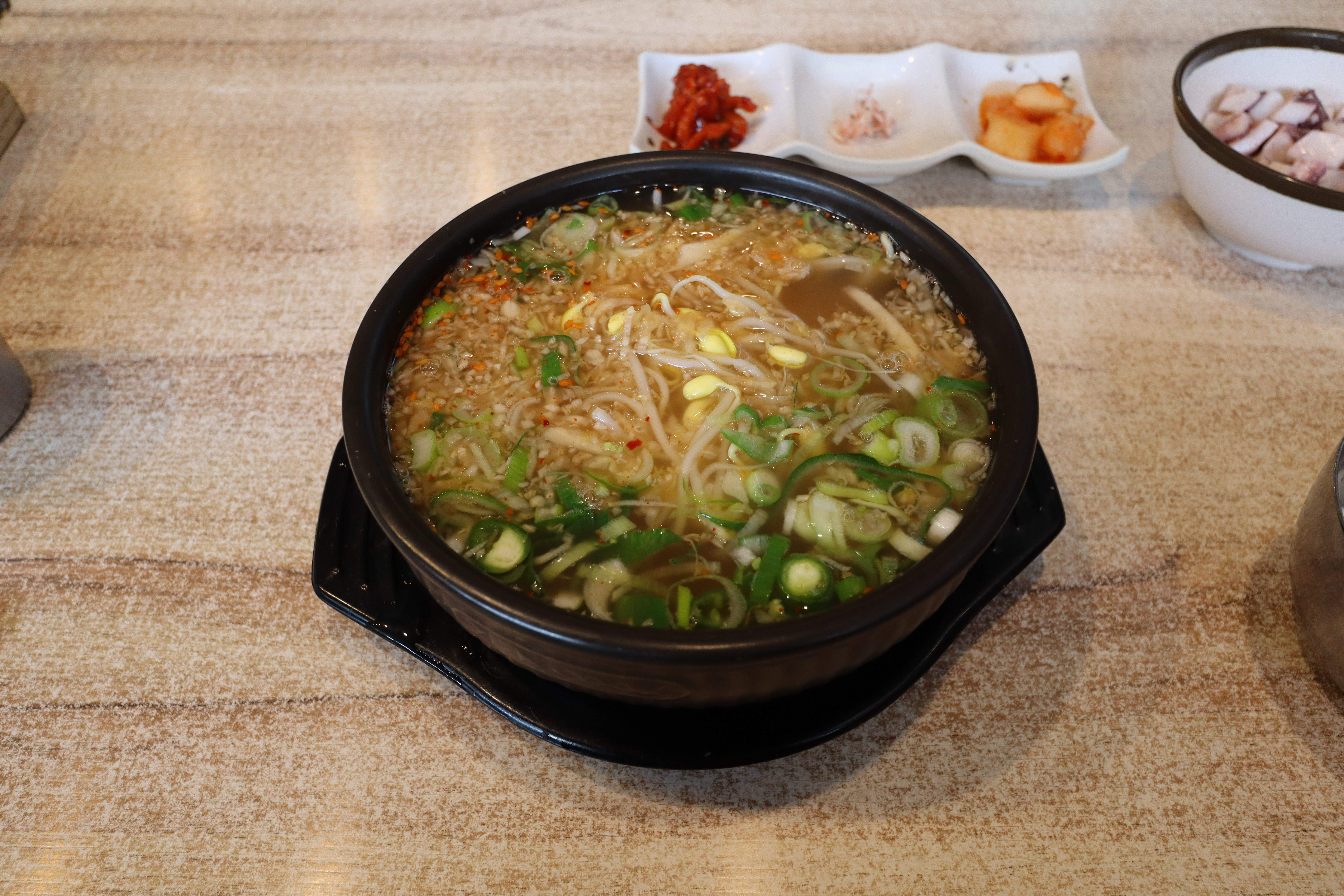
韩式豆芽汤（콩나물국밥）
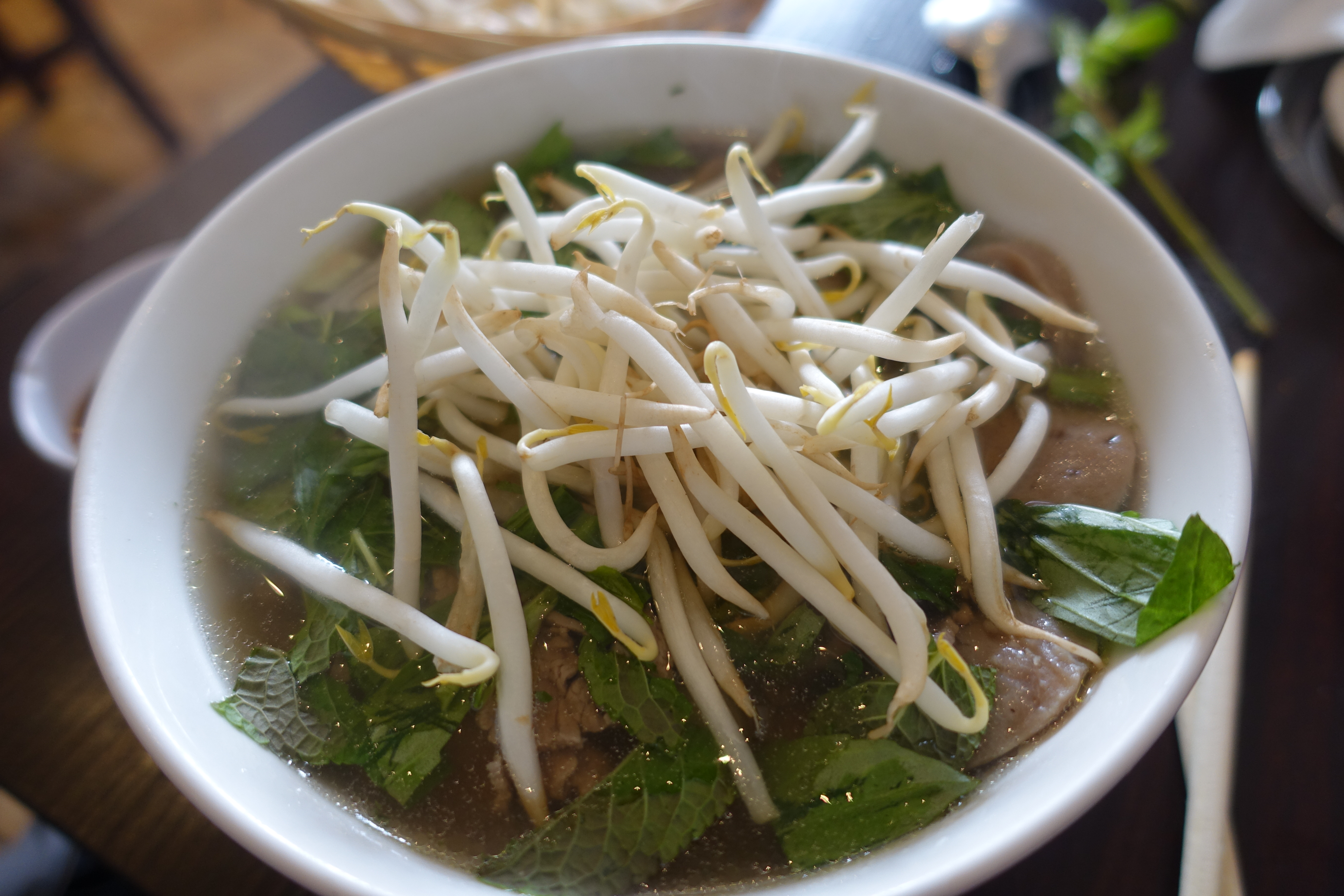
倒入越南粉的新鲜绿豆芽，可立即食用
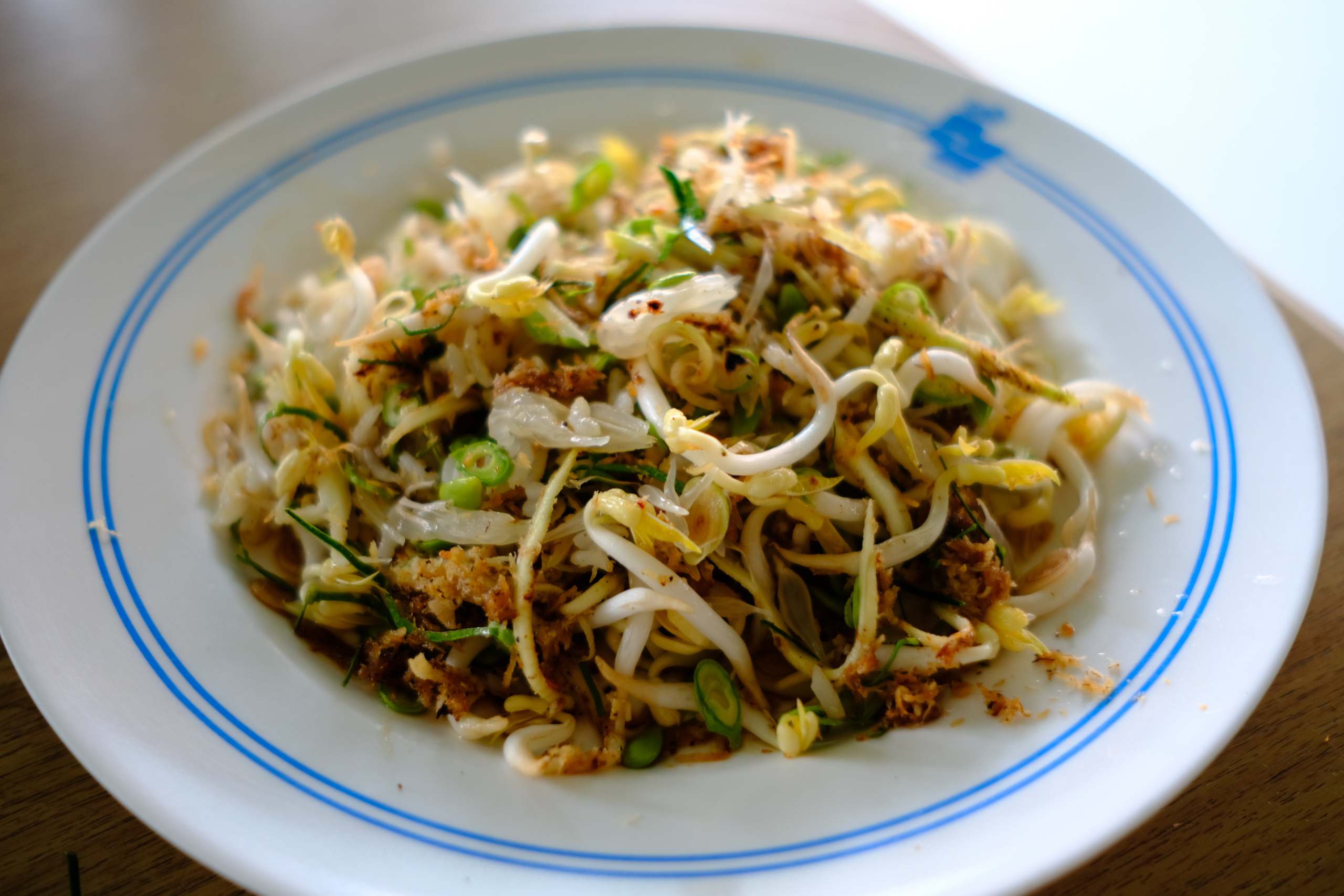
泰国南部用豆芽、柚子、干虾等制作的凉拌菜（ข้าวยำ）
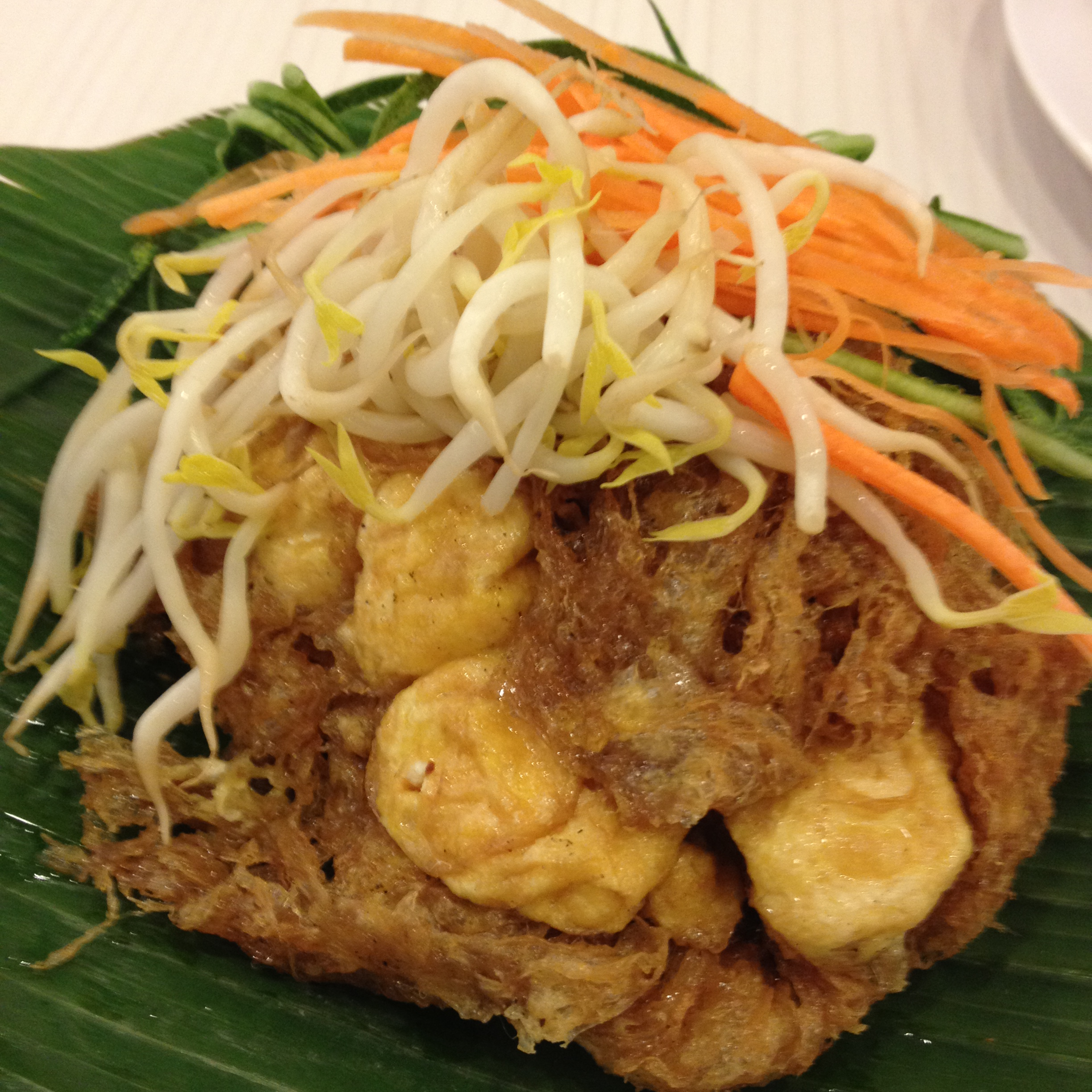
新鲜绿豆芽作配菜的印尼炸豆腐

黃豆芽見光會綠化是因光合作用，但口感並未有影響。因制作豆芽的环境容易滋生细菌，安全起见应汆燙或烹煮熟後再食用。

## 营养
一份绿豆或黄豆可生成超过10份重量的豆芽，增加的重量大部分是水份。萌生过程中消耗了很多豆子里的主要营养成分（淀粉、蛋白质、脂肪），因此豆芽含熱量少，但维生素C和食物纤维等微量营养成分则大有增加。在现代被认为是一种健康食品，有助于减肥。

## 外部連結
- 黃豆芽：營養成分（页面存档备份，存于）